# Svarte station
Svarte station är sedan 1996 en hållplats utmed Ystadbanan trafikerad av Skånetrafikens pågatåg. Hållplats har tidigare funnits på platsen 1925–1926 och 1968–1975.